# Хожаево (Смоленская область)
Хожаево  — деревня в Смоленской области России, в Сафоновском районе. Население – 5 жителей (2007 год) ... Расположена в центральной части области в 40 км к северо-востоку от города Сафонова, в 3 км севернее автодороги М1 «Беларусь», на берегу реки Вязьма. В 7 км южнее от деревни железнодорожная станция О.п. 273-й км	на линии Москва — Минск. Входит в состав Старосельского сельского поселения.

## История
В годы Великой Отечественной войны деревня была оккупирована гитлеровскими войсками в сентябре 1941 года, освобождена в 1943 году.